# França nos Jogos Olímpicos de Verão de 1920
A França participou dos Jogos Olímpicos de Verão de 1920 na Antuérpia, na Bélgica.